# Begonia hemsleyana
Begonia hemsleyana là một loài thực vật thuộc họ Begoniaceae. Đây là loài đặc hữu của Trung Quốc .